# Tarcău
Tarcău è un comune della Romania di 3 516 abitanti, ubicato nel distretto di Neamț, nella regione storica della Moldavia. 
Il comune è formato dall'unione di 6 villaggi: Ardeluța, Brateș, Cazaci, Schitu Tarcău, Straja, Tarcău.